# Фунань
Фуна́нь (кит. упр. 阜南, пиньинь Fùnán, буквально: «южная часть уезда Фуян») — уезд городского округа Фуян провинции Аньхой (КНР).

## История
После того, как во время гражданской войны эти места перешли под контроль коммунистов, в 1947 году южная часть уезда Фуян была выделена в отдельный уезд Фунань.
В апреле 1949 года был образован Специальный район Фуян (阜阳专区), и уезд вошёл в его состав. В 1970 году Специальный район Фуян был переименован в Округ Фуян (阜阳地区).
В 1996 году постановлением Госсовета КНР округ Фуян был преобразован в городской округ.

## Административное деление
Район делится на 20 посёлков и 8 волостей.